# 欧塞尔圣热尔韦站
欧塞尔圣热尔韦站，简称"欧塞尔站"，是法国的一个铁路车站，位于法国中北部城市，约讷省省会欧塞尔。

## 位置
欧塞尔圣热尔韦站位于欧塞尔市区的东部，拉米－孔讷铁路174.246公里处，约讷河右岸。车站大致呈南北走向，开口朝西，面向欧塞尔市区。

## 站台设置
欧塞尔圣热尔韦站的站台具体设置入下图所示：
|  |  |  | ↑（东） |            | ****** |
|  |  |  |         | 存车线     |        |
|  |  |  |         |            |        |
|  |  |  |         | 存车线     |        |
|  |  |  |         |            |        |
|  |  |  |         | 1道（Voie 1）    |        |
|  |  |  |         | 站台       |        |
|  |  |  |         |            |        |
|  |  |  |         | B道（Voie B）    |        |
|  |  |  |         |            |        |
|  |  |  |         | C道（Voie C）    |        |
|  |  |  |         | 站台       |        |
|  |  |  |         | D道（Voie D）    |        |
|  |  |  |         |            |        |
|  |  |  |         | 2道（Voie 2）    |        |
|  |  |  |         | 站台       |        |
|  |  |  |         | （主站房） |        |
|  |  |  | ↓（西） |            |        |

## 车站历史
欧塞尔圣热尔韦站修建于1855年，最初由巴黎-里昂-地中海铁路公司运营，后来铁路不断向南延伸，连接孔讷和欧坦。1938年该公司被SNCF收购。
自二战后，欧塞尔以南地区人口不断外流，前往孔讷方向的铁路因客流不佳而被迫关闭。1981年通车的法国高速铁路东南线对欧塞尔的铁路发展可以说是一场灾难，不仅其在约讷省境内的正线上没有设立任何站点，其仅有的联络线也只能连接拉米站，无法正向连接欧塞尔。此举导致欧塞尔地区铁路客流量不断减少。2011年，仅有的拉米站连接马赛方向的TGV列车因客流不足而取消；同年，欧塞尔前往欧坦方向的铁路缩短至阿瓦隆。欧塞尔圣热尔韦站由此彻底成为了法国铁路网中的一个盲肠点，途径此站的仅剩向北连通巴黎和向东绕经拉米站前往第戎方向的TER列车。同时，连接拉米站和欧塞尔之间的铁路尚未电气化和复线改造，通过能力非常有限，从巴黎前往欧塞尔方向列车，174公里的路程，最快也需要至少1小时40分钟，在同样的时间内，巴黎出发的TGV列车已可行驶至370公里外的罗讷省境内。对于欧塞尔而言，尽管2009年欧塞尔圣热尔韦站进行了大范围的翻新，但铁路对于这座城市乃至这个地区而言，似乎已经变得可有可无了。

## 停靠线路
以下列车线路在欧塞尔圣热尔韦站停靠：
| 欧塞尔圣热尔韦站列车线路表      |      |                      |                               |              |
| 线路                            | 车种 | 上一站               | 下一站                        | 大致运行频率 |
| 巴黎—欧塞尔                     | TER  | 拉罗什-米热讷/莫内托 | （终点）                      | 每天7趟左右  |
| 第戎—欧塞尔                     | TER  | 莫内托               | （终点）                      | 每天1~2趟    |
| 巴黎—克拉姆西/科尔比尼          | TER  | 拉罗什-米热讷/莫内托 | 万塞勒/克拉旺                 | 每天6趟左右  |
| 巴黎—阿瓦隆                     | TER  | 拉罗什-米热讷/莫内托 | 万塞勒/克拉旺                 | 每天6趟左右  |
| 拉罗什-米热讷—欧塞尔/阿瓦隆     | TER  | 拉罗什-米热讷/莫内托 | （终点）/欧吉沃/万塞勒/克拉旺 | 每天5趟左右  |
| 拉罗什-米热讷—克拉姆西/科尔比尼 | TER  | 拉罗什-米热讷/莫内托 | 欧吉沃/万塞勒/克拉旺          | 每天5趟左右  |
| 1.                              |      |                      |                               |              |

## 配套交通

### 长途客车
欧塞尔圣热尔韦站对应的大巴车上下车地点位于车站正门附近。
| 停靠欧塞尔的大巴车        |                    | |
| 上下车地点                | 运营单位           | 主要目的地 |
| 欧塞尔圣热尔韦站 门口南侧 | Flixbus            | （可直达或通过联程中转的方式，前往法国及欧洲11个目的地） |
| 欧塞尔圣热尔韦站 门口南侧 | Ouibus             | （可直达或通过联程中转的方式，前往法国及欧洲3个目的地） |
| 欧塞尔圣热尔韦站 门口南侧 | File:Sncf-logo.svg | →阿瓦隆 →科尔比尼 →拉罗什-米仁讷 （当某条铁路线施工或罢工时，SNCF可能会提供途径该线路沿途站点的大巴车） |
| 欧塞尔圣热尔韦站 门口南侧 | MobiGo             | LR801 利尼勒沙泰勒 · 圣弗洛朗坦 LR802 瓦朗 · 库尔松莱卡里耶尔 · 约讷河畔库朗日 · 克拉姆西 LR803 班 · 沙布利 · 弗莱 · 托内尔 LR803 普兰 · 图西 · 梅济伊 · 圣法尔若 LR805 埃皮诺莱沃夫 · 茹瓦尼 LR809 莱维 · 皮赛地区圣索沃 LR810 韦尔芒通 · 阿瓦隆 LR812 马利尼 · 利尼勒沙泰勒 · 卡里塞 · 弗洛尼小教堂 |
| 1. 2. 3.                  |                    | |

### 城市公共交通
| leo 欧塞尔圣热尔韦站附近的市内公共交通线路 |                        | |
| 公交车站名称                               | 位置                   | 停靠线路 |
| 火车站                                     | 欧塞尔圣热尔韦站正门处 | 周一至六： 1 欧塞尔-火车站 ↔ 欧塞尔-莱克莱里永商业中心 3 欧塞尔-蒂尔戈廷讷 ↔ 佩里尼-枫丹 周日及节假日： 1DJF 欧塞尔-火车站 ↔ 欧塞尔-莱克莱里永商业中心 2DJF 欧塞尔-蒂尔戈廷讷 ↔ 欧塞尔-莱克莱里永商业中心 |
| 1.                                         |                        | |

### 社会车辆
欧塞尔圣热尔韦站门口设有社会车辆停车场。

## 临近车站
| 欧塞尔圣热尔韦站（Gare d'Auxerre-Saint-Gervais） |                |                   |
| 上行车站                                         | 线路           | 下行车站          |
| 莫内托 6km ←                                     | 拉米－孔讷铁路 | 欧吉-沃站 → 4.5km |
| - 本表仅显示运营中的线路及车站                   |                |                   |